# Denis Vaucher
Denis Vaucher   (Berna, 18 de febrer de 1898 - Berna, 24 de febrer de 1993) fou un esquiador suís que va competir durant la dècada del 1920.
El 1924 va prendre part en els Jocs Olímpics de Chamonix. Va guanyar la medalla d'or en la prova de patrulla militar per equips, formant equip amb Adolf Aufdenblatten, Alphonse Julen i Anton Julen.